# International Team
International Team France était une maison d'édition de jeux de guerre sur plateaux fondée en 1979 par Renzo Angelo Santo et Marco Donadoni. International Team Italy existait déjà. Plus tard la société se diversifia dans des jeux de rôles et des jeux moins axés sur la simulation. Après avoir publié une trentaine de titres, IT fut mise en redressement judiciaire fin 1988 et certains de ses actifs furent repris par Duccio Vitale qui fonda à cette occasion la société Eurogames.
Afin de toucher un plus large public, notamment sur les marchés étrangers, IT édita ses jeux traduits simultanément en quatre langues (français, italien, anglais, allemand). IT abandonna les  cartes composées de grilles de carrés au profit du système de grilles hexagonales. Une autre caractéristique marquante fut la création de cartes en trois dimensions par empilement des niveaux de grilles hexagonales.

## Titres publiés

### Jeux de guerre
Note : la colonne difficulté indique la difficulté du jeu, la colonne à droite indique la référence. 
| Titre            | Année | Auteur         | Langue | Description                                                                                | dessinateur         | niveau difficulté | Référence |
| ---------------- | ----- | -------------- | ------ | ------------------------------------------------------------------------------------------ | ------------------- | ----------------- | --------- |
| Alesia (1)       | 1985  |                | F      | Siège d'Alésia entre Vercingétorix et Jules César                                          | Moro Moretti        |                   |           |
| Attila           | 1981  |                | IEFG   | Wargame stratégique sur les invasions menées par Attila vers 450                           | ?                   | 2                 | W114      |
| Austerlitz       | 1981  |                | IEFG   | Bataille entre Napoléon et les armées russes/autrichiennes (1805)                          | Enea Riboldi        | 5                 | W116      |
| Blue Stones      | 1987  | Marco Donadoni | IFG    | Wargame fantastique dans le monde de Zargo                                                 | J Costa             | 3                 | W123      |
| Bonaparte        | 1982  |                | IEFG   | Wargame stratégique sur les campagnes napoléoniennes après 1806                            | Giampiero Casertano | 6                 | W119      |
| East & West      | 1981  |                | IEFG   | 3e guerre mondiale                                                                         | Enea Riboldi        | 6                 | W111      |
| Freegame         | 1982  |                | IEFG   | Cartes et pions blancs pour créer son propre jeu                                           |                     | ?                 | 31        |
| Idro             | 1980  |                | IEFG   | Wargame fantastique entre races sous-marines                                               | Enea Riboldi        | 4                 | W110      |
| Iliad            | 1979  |                | IEFG   | Combats entre héros de la guerre de Troie                                                  | Enea Riboldi        | 1                 | W104      |
| Jena             | 1980  |                | IEFG   | Bataille entre Napoléon et l'armée prussienne (1806)                                       | Enea Riboldi        | 4                 | W107      |
| Kroll & Prumni   | 1979  | Marco Donadoni | IEFG   | Wargame tactique de combat spatial                                                         | ?                   | 2                 | W101      |
| Landsknecht      | 1987  |                | IFG    | Wargame tactique au XVIe siècle                                                            | MDC                 | 2-5               | W124      |
| Little Big Horn  | 1981  |                | IEFG   | Victoire indienne contre le 7e de cavalerie (1876)                                         | Ermes Miceli        | 3                 | W115      |
| Millenium        | 1981  |                | IEFG   | Wargame stratégique dans l'espace - Science fiction                                        | Enea Riboldi        | 4                 | W1117     |
| Mockba           | 1984  | Roberto Bonsi  | IF     | Bataille pour Moscou, 1941                                                                 | Enea Riboldi        | 4                 | W122      |
| Norge            | 1981  |                | IEFG   | Campagne de Norvège (1940)                                                                 | Giampiero Casertano | 4                 | W118      |
| Odyssey          | 1979  |                | IEFG   | Jeu de société : Ulysse essaie de rentrer à Ithaque                                        | Enea Riboldi        | 1                 | W106      |
| Okinawa          | 1979  |                | IEFG   | IIe guerre mondiale - Conquête de cette île du Pacifique par les forces américaines (1945) | Enea Riboldi)       | 3                 | W105      |
| Rommel           | 1981  |                | IEFG   | Bataille pour Kasserine, Afrique du Nord, 1943                                             | Enea Riboldi        | 5                 | W113      |
| Sicilia '43      | 1981  |                | IEFG   | Invasion alliée de la Sicile, (1943)                                                       | Enea Riboldi        | 5                 | W109      |
| Supermarina      | 1984  | Umberto Tosi   | IF     | Guerre aéronavale entre l'Angleterre et l'Italie, Méditerranée, juin-oct. 1940             | Enea Riboldi        | 8                 | W121      |
| Waterloo         | 1980  |                | IEFG   | Bataille entre Napoléon et les armées prussiennes/anglaises (1815)                         | Enea Riboldi        | 4                 | W108      |
| Wohrom           | 1981  |                | IEFG   | Quête dans un monde médiéval fantastique                                                   | ?                   | 4                 | W112      |
| Yom Kippur       | 1984  |                | IF     | 4e conflit Israélo-Arabe (1973)                                                            | Enea Riboldi        | 2/5               | W120      |
| Yorktown         | 1979  |                | IEFG   | Bataille de la révolution américaine (1781)                                                | Enea Riboldi        | 2                 | W102      |
| Zargo's Lords    | 1979  |                | IEFG   | Wargame fantastique entre 4 races aux pouvoirs magiques                                    | Enea Riboldi        | 3                 | W103      |
| Zargo's Lords II | 1983  | Marco Donadoni | IEFG   | Extension pour Zargo's Lords (sans numéro de série)                                        | Enea Riboldi        | -                 | -         |

(1) Le jeu Alésia a été fabriqué en partenariat avec International Team mais était au catalogue Jeux Descartes. Il n'y a aucune référence à International Team dans la boite.

### Jeux de rôle
International Team publia aussi des jeux qui mélangeaient des éléments de jeux de rôle et de jeux de société.
| Titre     | Année de publication | Auteur                       | Langue | Description              | Dessinateur   | Référence |
| --------- | -------------------- | ---------------------------- | ------ | ------------------------ | ------------- | --------- |
| Magikon   | 1983                 |                              | FI     | Medieval-Fantastique     | Mauro Moretti | R351      |
| Tablin    | 1983                 | Marco Donadoni               | IEFG   | Extension pour Legio VII | Silvio Cadelo | R308      |
| VII Legio | 1982                 | Marco Donadoni Silvio Cadelo | IEFG   | Exploration spatiale     | Silvio Cadelo | R307      |

### Jeux de société
| Titre                            | Année | Langue | Auteur                                      | Description                                                                     | Dessinateur   | Référence |
| -------------------------------- | ----- | ------ | ------------------------------------------- | ------------------------------------------------------------------------------- | ------------- | --------- |
| ...Ma non i coperchi             | 1986  | I      |                                             | compilation de petits jeux.                                                     |               | G226      |
| 3                                | 1987  |        |                                             | évolution du backgammon                                                         |               |           |
| Capital power (2nd ed.: Holding) | 1980  | IEFG   |                                             | Jeu dans le monde de la finance et du commerce international                    |               | G210      |
| Conquistadores                   | 1979  | IEFG   |                                             | Conquistadors en Amérique du Sud, au XVIIe siècle                               |               |           |
| Consulting detective             |       | I      | Gary Grady Suzanne Goldberg Raymond Edwards | Version italienne du jeu sur Sherlock Holmes.                                   |               | G228      |
| Empire                           | 1979  | IEFG   |                                             | Diplomatie, bluff, combats en Europe au XVIIIe siècle                           |               | G208      |
| Fief                             | 1984  | IFS    | Philippe Mouchebeuf                         | Conquêtes militaires et politiques au Moyen Âge                                 | Mauro Moretti | G218      |
| Generalowsky                     | 1987  | IF     | Alex Randolph                               | Parcours politique de généraux russes-                                          |               | G229      |
| Gipso                            | 1979  | IEFG   |                                             | jeu de parcours pour construire un puzzle                                       |               | G201      |
| Grand prix                       |       | IEFG   | Marco Donadoni                              | Formule 1                                                                       |               | G215      |
| Heureka / Eureka                 | 1987  | IFG    | Bob Abbott                                  | Jeu de carte dans une boite en métal.                                           |               | G230      |
| Il gioco dell'oste               | 1987  | I      |                                             | jeu de stratégie abstrait                                                       |               |           |
| Il giro d'Itala                  | ?     | I      |                                             | course de vélo                                                                  |               |           |
| Jolly roger                      | 1979  | IEFG   |                                             | Piraterie et trésors                                                            |               | G204      |
| Jonathan                         |       | I      |                                             | Aventures dans la jungle                                                        |               | G227      |
| Le gang des tractions-avant      | 1985  | IF     | Serge Laget Alain Munoz                     | Gangsters à Paris, dans les années 50                                           |               | G223      |
| Mafia                            | 1983  | IEFG   | Marco Donadoni                              | Prenez le contrôle de la Sicile                                                 | Mauro Moretti | G216      |
| Magic wood                       | 1979  | IEFG   |                                             | Gnomes, elfs, trolls et gobelins                                                |               | G205      |
| Medici                           | 1979  | IEFG   | Marco Donadoni                              | Diplomatie autour des Medici au XVe siècle                                      |               | G202      |
| Mundialito                       | 1982  | IEFG   | Marco Donadoni                              | Football.                                                                       |               | G212      |
| Play off                         | 1985  | IF     | Marco Donadoni                              | Basketball.                                                                     |               | G214      |
| Ra                               | 1979  | IEFG   |                                             | Jeu stratégique abstrait                                                        |               | G207      |
| Rally                            | 1980  | IEFG   |                                             | Championnat du monde de rallye                                                  |               | G209      |
| Referendum                       | 1985  | I      |                                             | Chaque joueur représente un groupe social qui s'organise autour d'un référendum | Mauro Moretti | G222      |
| Roma                             |       | IEFG   | Marco Donadoni                              | un jeu style Risk autour de la Méditerranée antique                             |               | G225      |
| Rossi adventures                 |       | I      |                                             | Jeu promotionnel. Créer une compagnie d'assurance.                              |               |           |
| Samarcanda                       | ?     | IEFG   |                                             | Les aventures merveilleuses de Marco Polo                                       |               | G211      |
| Single game                      | ?     | ?      |                                             | Jeu de crates en solitaire.                                                     |               |           |
| Smoking game                     | ?     | ?      |                                             | Jeu promotionnel pour vendre des cigarettes                                     |               |           |
| Superbowl                        | 1983  | IEFG   |                                             | Football américain                                                              |               | G213      |
| Tabu                             | 1979  | IEFG   |                                             | Sacrifice de vierges sur une pyramide aztèque                                   |               |           |
| Terre des Bêtes                  | 1984  | F      |                                             | prendre en photo des animaux                                                    |               | G220      |
| Tele foot                        | ?     | F      |                                             | Mundialito (G212) en français                                                   |               | G221      |
| Thalassa                         | 1984  | IF     |                                             | Simulation de course de bateaux                                                 |               | G219      |
| Trafic                           |       | ???    |                                             |                                                                                 |               |           |
| Zodiac memo take                 | 1987  | ?      |                                             | un jeu promotionnel de mémoire.                                                 |               |           |